# الدوري البحريني الممتاز 2016–17
الدوري البحريني الممتاز 2016–2017 هو النسخة الحادية والستون من الدوري البحريني الممتاز وهو أعلى دوري كرة قدم في البحرين منذ 1956.
بدأ الحد كحامل للقب موسم 2015–16. البحرين والنجمة صعدا من الدرجة الثانية.

## الفرق
شارك في هذه البطولة عشر فرق منها ثمانية فرق من الموسم الماضي الذين احتلوا المراكز من الأول إلى الثامن وهم (حسب ترتيب الموسم الماضي) الحد، المحرق، المالكية، الرفاع، الرفاع الشرقي، الأهلي، المنامة، الحالة بالإضافة إلى الفريقين اللذين احتلا المركزين الأول والثاني في دوري الدرجة الثانية في الموسم السابق وهما البحرين والنجمة اللذان حلا مكان الهابطان البسيتين وسترة.
على مستوى المحافظات فإن محافظة المحرق يمثلها 4 فرق وهي الحد، المحرق، الحالة، والبحرين بينما يمثل محافظة العاصمة ثلاث فرق وهي الأهلي، المنامة، والنجمة ويمثل المحافظة الجنوبية فريقين وهما الرفاع الشرقي والرفاع ويمثل المحافظة الشمالية فريق واحد وهو المالكية.

### الملاعب
| الملعب                    | المدينة    | المحافظة | السعة  |
| ------------------------- | ---------- | -------- | ------ |
| ستاد البحرين الوطني       | الرفاع     | الجنوبية | 35٬000 |
| ملعب مدينة خليفة الرياضية | مدينة عيسى | الجنوبية | 20٬000 |
| ستاد المحرق               | عراد       | المحرق   | 20٬000 |
| ملعب الأهلي               | بوغزال     | العاصمة  | 10٬000 |

## تغييرات المدربين
| الفريق        | المدرب الراحل | طريقة الرحيل | تاريخ الرحيل | المركز           | المدرب القادم     | تاريخ التعيين |
| ------------- | ------------- | ------------ | ------------ | ---------------- | ----------------- | ------------- |
| الحد          | سلمان شريدة   | انتهاء العقد | 21 مايو 2016 | قبل بداية الموسم | عيسى السعدون      | 12 يوليو 2016 |
| المحرق        | عيسى السعدون  | انتهاء العقد | 21 مايو 2016 | قبل بداية الموسم | رادان غاسانين     | 21 يونيو 2016 |
| الرفاع        | أحمد عيسى     | مؤقت         | 21 مايو 2016 | قبل بداية الموسم | أنطونيو ميراندا   | 21 مايو 2016  |
| الرفاع الشرقي | محمد الشملان  | انتهاء العقد | 21 مايو 2016 | قبل بداية الموسم | هشام جدران        | 12 يوليو 2016 |
| الحالة        | محمد زويد     | انتهاء العقد | 21 مايو 2016 | قبل بداية الموسم | صديق زويد         | 30 يونيو 2016 |
| الأهلي        | عدنان إبراهيم | انتهاء العقد | 21 مايو 2016 | قبل بداية الموسم | فتحي العبيدي      | 11 يوليو 2016 |
| البحرين       | طارق إبراهيم  | انتهاء العقد | 21 مايو 2016 | قبل بداية الموسم | دراغان يوفانوفيتش | 15 يوليو 2016 |

## اللاعبون الأجانب
| الفريق        | الأجنبي 1                  | الأجنبي 2                            | الأجنبي 3             | الآسيوي                               |
| ------------- | -------------------------- | ------------------------------------ | --------------------- | ------------------------------------- |
| الحد          | أوتشي أغبا                 | أوروك أكاراندوت                      | عمر الحبيتر (أسبوعين) | محمد الداود                           |
| المحرق        | فيليبينيو (شهر) فيتور سابا | أحمد الصالح (أسبوعين) صمويل دو أروجو | دوريس سالامو          | محمود المواس                          |
| المالكية      | جي جي                      | -                                    | -                     | إسراء عامر                            |
| الرفاع        | ليو باهيا                  | لويس غويغول (شهر) سلوام              | ملادين يوفانتشيتش     | عظمت بايماتوف                         |
| الرفاع الشرقي | جواو لويز                  | عبد الله كوليبالي                    | أحمد الباشا           | مدير عبد ربه                          |
| الأهلي        | كلايتون مينيرو             | جان-نويل لينغاني (شهر) أسامة بوغانمي | -                     | محمد دعاس                             |
| المنامة       | لازارو                     | إيفرتون                              | -                     | أحمد ديب                              |
| الحالة        | ألكسندر متاو               | بن كوناتي                            | دانييل تاغوي          | شيرزود شاكيروف                        |
| البحرين       | روني                       | برونو                                | مايكون                | عبد الله الشامي (أسبوعين) هادي المصري |
| النجمة        | ديمبا                      | جونيور                               | غي تابي               | أيمن الهاجري                          |

## النتائج

### جدول الترتيب
| م  | الفريق        | لعب | ف | ت | خ | أ.له | أ.ع | أ.ف | نقاط | التأهل أو الهبوط                |
| -- | ------------- | --- | - | - | - | ---- | --- | --- | ---- | ------------------------------- |
| 1  | المالكية      | 18  | 9 | 6 | 3 | 24   | 16  | +8  | 33   | التأهل إلى دوري أبطال آسيا 2018 |
| 2  | الرفاع        | 18  | 9 | 4 | 5 | 32   | 16  | +16 | 31   |                                 |
| 3  | الحد          | 18  | 9 | 4 | 5 | 27   | 23  | +4  | 31   |                                 |
| 4  | المنامة       | 18  | 9 | 3 | 6 | 29   | 19  | +10 | 30   |                                 |
| 5  | المحرق        | 18  | 8 | 5 | 5 | 30   | 23  | +7  | 29   |                                 |
| 6  | الرفاع الشرقي | 18  | 6 | 4 | 8 | 23   | 25  | −2  | 22   |                                 |
| 7  | الأهلي        | 18  | 5 | 5 | 8 | 16   | 24  | −8  | 20   |                                 |
| 8  | النجمة        | 18  | 3 | 8 | 7 | 20   | 32  | −12 | 17   |                                 |
| 9  | البحرين       | 18  | 3 | 7 | 8 | 18   | 27  | −9  | 16   | الهبوط إلى دوري الدرجة الثانية  |
| 10 | الحالة        | 18  | 2 | 8 | 8 | 12   | 25  | −13 | 14   | الهبوط إلى دوري الدرجة الثانية  |

## إحصائيات

### قائمة الهدافين
| الترتيب | اللاعب            | الفريق        | الأهداف |
| ------- | ----------------- | ------------- | ------- |
| 1       | إيفرتون           | المنامة       | 11      |
| 1       | دوريس سالامو      | المحرق        | 11      |
| 3       | سامي الحسيني      | الرفاع الشرقي | 10      |
| 3       | دايو              | الحد          | 10      |
| 5       | عيسى البري        | المالكية      | 7       |
| 5       | أوتشي أغبا        | الحد          | 7       |
| 7       | عيسى موسى         | المنامة       | 6       |
| 7       | محمد الرميحي      | الرفاع        | 6       |
| 7       | إسماعيل عبداللطيف | المحرق        | 6       |